# Harm Pieter Herman Waalkens

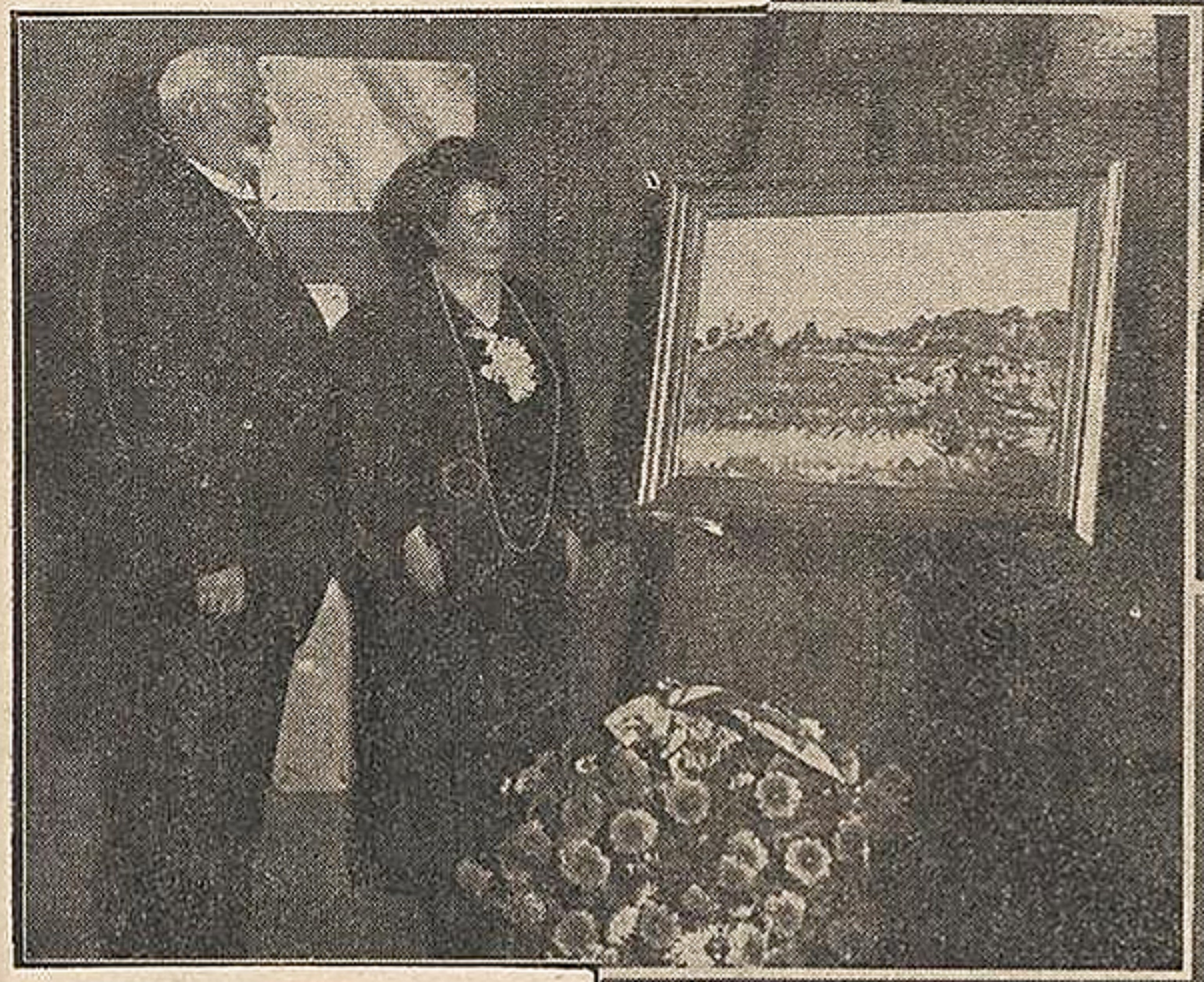
Afscheid tijdens de laatste raadsvergadering in oktober 1935.

Harm Pieter Herman Waalkens (Nieuwolda, 28 september 1867 - Blijham, 3 maart 1954) was een Nederlands landbouwer en bestuurder. Hij was van 1911 tot 1935 burgemeester van Wedde.

## Biografie
Waalkens was een zoon van Hendrik Waalkens sr., burgemeester van Nieuwolda, en was een telg uit een geslacht van herenboeren, waarvan diverse leden tevens bestuurlijke functies vervulden in het Groningse Oldambt. Hij genoot zijn onderwijs aan de R.H.B.S. in Groningen. 
Naast het burgemeesterschap was Waalkens onder meer werkzaam als president-commissaris bij diverse bedrijven, waaronder de Stoomtramweg-Maatschappij Oostelijk Groningen en de Pekelder strokartonfabrieken Britannia en Free & Co. Ook was hij van 1898 tot 1938 voorzitter van de waterschappen Oldambt en Reiderland. Bij zijn pensionering werd Waalkens benoemd tot ridder in de Orde van Oranje Nassau. Zijn zoon Hendrik Waalkens jr. volgde hem in 1935 op als burgemeester van Wedde, waarna van 1946 tot 1962 Vlagtwedde volgde.  
Vanaf 1891 tot zijn benoeming als burgemeester was Waalkens ook werkzaam op zijn landbouwbedrijf in Blijham, in 1911 gaf hij de leiding van het bedrijf over aan zijn zoon. Harm Pieter Herman Waalkens overleed op 86-jarige leeftijd in Blijham en werd daar begraven op de algemene begraafplaats aan de Oosteinde. 